# Mathias Pogba
Mathias Pogba   (Conakry, 19 d'agost de 1990) és un jugador de futbol africà que actualment no té equip ni juga a la selecció de Guinea. El seu últim equip va ser el Quimper Cornouaille F.C. a França, durant la temporada 2021-2022.

## Biografia
Mathias Pogba va néixer el 19 d'agost de 1990 a Guinea i és fill d'en Fassou Antoine i la Yeo Moriba. Té un germà bessó, Florentin, amb qui va créixer a Guinea abans d'emigrar a França. Quan vivien a França va néixer el seu germà petit, Paul Pogba, considerat un dels millors centrecampistes del món. Així, doncs, Mathias compartia l'afició pel futbol amb els seus germans. Va debutar la temporada 2009-2010 al Quimper Cornouaille F.C. a França, i ha jugat a altres països com Anglaterra, Itàlia, Escòcia i Espanya. L'últim equip en què ha jugat ha estat l'ASM Belfort, també a França fins a l'abril de 2022.

## Títols
Tot i que ha jugat molts partits tant amb els seus diferents equips com amb la seva selecció només ha estat capaç de guanyar un títol, una lliga de la quarta divisió anglesa. No ha guanyat cap títol individual ni cap títol amb la selecció.

## Problemes amb la justícia
Mathias Pogba, juntament amb tres persones més, va ser acusat d'extorsió armada, segrest i pertinença a organització criminal. El mateix Paul Pogba, el seu germà petit i estrella de la Juventus i del Manchester United, va presentar una denúncia a Torí després de ser víctima d'un intent d'extorsió multimilionari entre els mesos de març i juliol de 2022.
El diari Le Monde va publicar les suposades converses entre Paul Pogba i el seu germà Mathias, i segons France Info, l'exjugador del Manchester United FC hauria explicat que uns homes, emmascarats i armats amb rifles d'assalt, el van atacar i amenaçar. Sembla que a través d'una trucada telefònica li van exigir 13 milions d'euros, 100.000 euros dels quals diu haver pagat. Després va afirmar que havia reconegut el seu germà Mathias entre els sospitosos.
Per la seva part, Mathias va dir que va ser "pressionat" per uns amics de la infància que volien guanyar diners amb ell i que "no estava absolutament al corrent de cap tàctica de xantatge contra el seu germà". D'altra banda, va acusar el seu germà petit d'haver-li fet un mal d'ull.
Finalment, el setembre de 2022 va ser condemnat a presó, tot i que Paul Pogba semblava reconèixer que el seu germà petit hauria pogut ser pressionat per altres persones per tal dur a terme aquesta extorsió.